# Torneio Início do Espírito Santo
O Torneio Início do Espírito Santo foi uma competição brasileira de futebol realizada no estado do Espírito Santo. Sua primeira edição foi realizada no ano de 1917, e o campeão foi o Vitória. Ininterruptamente, ela foi realizada entre 1917 e 1937, e logo após, de 1939 até 1945. O maior campeão é o Rio Branco, com 24 títulos, e o último conquistado, em 1970. Em 2003, o torneio volta a ser realizado pela primeira vez desde 1983, o campeão foi o São Mateus. A última edição do torneio, realizada em 2004, teve como campeão o CTE Colatina.

## Lista de campeões
| Ano         | Campeão       |
| ----------- | ------------- |
| 1917        | Vitória-ES    |
| 1918        | Rio Branco    |
| 1919        | Vitória-ES    |
| 1920        | Rio Branco    |
| 1921        | Rio Branco    |
| 1922        | América-ES    |
| 1923        | América-ES    |
| 1924        | Rio Branco    |
| 1925        | Rio Branco    |
| 1926        | América-ES    |
| 1928        | Rio Branco    |
| 1929        | Rio Branco    |
| 1930        | Rio Branco    |
| 1931        | Rio Branco    |
| 1932        | Rio Branco    |
| 1933        | Vitória-ES    |
| 1934        | Rio Branco    |
| 1935        | Rio Branco    |
| 1936        | Rio Branco    |
| 1937        | Vitória-ES    |
| 1938        | Não Realizado |
| 1939        | Vitória-ES    |
| 1940        | Rio Branco    |
| 1941        | Americano-ES  |
| 1942        | Rio Branco    |
| 1943        | América-ES    |
| 1944        | Vitória-ES    |
| 1945        | Vitória-ES    |
| 1946        | Vale          |
| 1947        | Rio Branco    |
| 1948        | Americano-ES  |
| 1949        | Americano-ES  |
| 1950        | Vitória-ES    |
| 1951        | Americano-ES  |
| 1952        | Santo Antônio |
| 1953        | Americano-ES  |
| 1954        | Santo Antônio |
| 1955        | Caxias        |
| 1956        | Rio Branco    |
| 1957        | Rio Branco    |
| 1958        | Vitória-ES    |
| 1959        | Rio Branco    |
| 1960        | Não Realizado |
| 1961        | Caxias        |
| 1962        | Rio Branco    |
| 1963        | Americano-ES  |
| 1964        | Rio Branco    |
| 1965        | Santo Antônio |
| 1966        | Vitória-ES    |
| 1967        | Desportiva    |
| 1968        | Rio Branco    |
| 1969        | Rio Branco    |
| 1970        | Rio Branco    |
| 1971        | CESAN         |
| 1972 a 1982 | Não Realizado |
| 1983        | Vitória-ES    |
| 1984 a 2002 | Não Realizado |
| 2003        | São Mateus    |
| 2004        | CTE Colatina  |

## Títulos por clube
| Clube                                                   | Títulos | Anos das conquistas |
| ------------------------------------------------------- | ------- | --- |
| Rio Branco                                              | 24      | 1918, 1920, 1921, 1924, 1925, 1928, 1929, 1930, 1931, 1932, 1934, 1935, 1936, 1940, 1942, 1947, 1956, 1957, 1959, 1962, 1964, 1968, 1969 e 1970. |
| Vitória-ES                                              | 11      | 1917, 1919, 1933, 1937, 1939, 1944, 1945, 1950, 1958, 1966, 1983.                                                                                |
| Americano-ES[1]                                         | 6       | 1941, 1948, 1949, 1951, 1953 e 1963. |
| América-ES[1]                                           | 4       | 1922, 1923, 1926 e 1943 |
| Santo Antônio[1]                                        | 3       | 1952, 1954 e 1965. |
| Caxias Esporte Clube                                    | 2       | 1955 e 1961. |
| Desportiva                                              | 1       | 1967. |
| São Mateus                                              | 1       | 2003. |
| CTE Colatina (atual Espírito Santo Sociedade Esportiva) | 1       | 2004. |
| Vale[1]                                                 | 1       | 1946. |
| Ferroviário[1]                                          | 1       | 1960. |
| CESAN[1]                                                | 1       | 1971. |

1. ^ Clubes inativos.